# Georgiana Góes
Georgiana Góes (Rio de Janeiro, 10 de junho de 1977) é uma atriz e apresentadora brasileira. Obteve destaque ao interpretar Bárbara em Confissões de Adolescente, Iara em A Próxima Vítima e Cuca Chicotada em O Amor Está no Ar.

## Biografia
Formada em Teoria do Teatro pela UNIRIO, seu trabalho corporal é influenciado por técnicas de balé clássico, danças populares, capoeira e yoga. Iniciou seus estudos muito cedo no "O Tablado" e foi integrante da Cia Atores de Laura por 10 anos,na qual fez sua estreia profissional no teatro com apenas 15 anos.Participou de diversos espetáculos, como A Entrevista, A Flauta Mágica, Auto da Índia ou Arabutã, entre outros. Além do trabalho de pesquisa desenvolvido com a companhia também fazem parte de sua formação oficinas que investigam técnicas e linguagens do trabalho do ator com profissionais como Juliana Carneiro da Cunha, do Théâtre du Soleil, Sotigui Koyathé, da companhia de Peter Brook, Enrico Bonavera, do Piccolo Teatro de Milão, Tadashi Endo, bailarino japonês do Butô, cursos com o Lume Teatro.
Desde 2001 integra o Grupo Pedras de Teatro como fundadora, atriz e produtora, pelo qual participou do Palco Giratório por 19 cidades do país com os espetáculos Restin e O Muro, e apresenta atualmente o jantar-espetáculo Mangiare, em teatros, restaurantes e eventos.
Coordenou projetos culturais como o Circuito Cultural Mercado do Peixe, desenvolvido com chancela da UNESCO, pela Cooperativa de Artistas Autônomos, da qual é integrante.
Tem mais de 20 espetáculos no currículo, como Confissões de Adolescente, dirigida por Domingos de Oliveira, Engraçadinha dos 12 aos 18 e A Hora e Vez de Augusto Matraga, dirigidos por André Paes Leme, e Hamlet, sob a direção de Aderbal Freire-Filho.
É brincante do Auto do Boi Cascudo e integrante do grupo de percussão e canto Batucantá.
Na televisão estreou em 1994, no seriado Confissões de Adolescente, com direção de Daniel Filho, exibido pela TVE, TV Cultura, TV Bandeirantes e Multishow. Com o diretor, fez sua estreia no cinema, no curta-metragem Alegria. Em 1995 estreou na TV Globo em A Próxima Vítima. Ainda na emissora trabalhou em outras novelas, seriados e como apresentadora do Globo Ciência. Foi apresentadora também no Canal Futura, onde também participou da série educativa Escola Digital. Participou da temporada de 2009 de Malhação, como a diretora Juliana Monteiro Miranda.
Em 1994 atuou em Confissões de Adolescente (TV Cultura) ao lado de Deborah Secco, logo em seguida, em 1995 as mesmas atuaram também em A Próxima Vítima (Rede Globo).
Em 1997, as irmãs Góes, Georgiana e Micaela Góes, atuaram juntas na telenovela O Amor Está no Ar na  Rede Globo.
Em 2014, Georgiana teve a oportunidade de atuar novamente com suas antigas colegas de trabalho, Maria Mariana, Daniele Valente e Deborah Secco em Confissões de Adolescente - O Filme, com papéis diferentes ao seriado de 1994 onde as quatro interpretaram os papéis principais.
É irmã da também atriz Micaela Góes.

## Filmografia

### Televisão
| Ano      | Título                      | Papel                                       | Notas                                     |
| -------- | --------------------------- | ------------------------------------------- | ----------------------------------------- |
| 1994–96  | Confissões de Adolescente   | Bárbara Araújo                              |                                           |
| 1995     | A Próxima Vítima            | Iara Giovanni Mestieri                      |                                           |
| 1996     | Vira Lata                   | Celina                                      |                                           |
| 1996     | A Vida como Ela é...        | Iracema                                     | Episódio: "O Delicado"                    |
| 1997     | O Amor Está no Ar           | Carla Souza Carvalho Uchôa (Cuca Chicotada) |                                           |
| 1998     | Você Decide                 |                                             | 6 episódios                               |
| 1998–99  | Globo Ciência               | Apresentadora                               |                                           |
| 2003     | Retrato Falado              | Maria Divina                                | Episódio: "Dona Beraldina"                |
| 2003     | Linha Direta Justiça        | Sônia Angel                                 | Episódio: "Caso Zuzu Angel"               |
| 2006     | Páginas da Vida             | Norma                                       | Episódio: "12 de setembro"                |
| 2008     | Dicas de um Sedutor         | Alessandra                                  | Episódio: "Amor e Amizade"                |
| 2008     | Casos e Acasos              | Monique                                     | Episódio: "O Teste, o Gato e o Rejeitado" |
| 2009     | Malhação                    | Juliana Monteiro Miranda                    |                                           |
| 2010     | Programa Piloto             | Taís                                        |                                           |
| 2010     | S.O.S. Emergência           | Jaqueline                                   |                                           |
| 2011     | Autor por Autor             | Ruth Rocha                                  | Episódio: "Ruth Rocha"                    |
| 2012     | Cheias de Charme            | Cecília Salles                              |                                           |
| 2012     | Detetives do Prédio Azul    | Beatriz Paz (Bia)                           |                                           |
| 2013     | Saramandaia                 | Dona Fifi                                   |                                           |
| 2014–17  | Questão de Família          | Renata Antunes                              |                                           |
| 2014–19  | Tá no Ar: a TV na TV        | Vários personagens                          |                                           |
| 2015– 17 | Zorra                       | Vários personagens                          |                                           |
| 2016     | Segredos de Justiça         | Nariane                                     | Episódio: "Cale-se Para Sempre"           |
| 2017     | Cidade Proibida             | Vânia                                       | Episódio: "Caso Marli"                    |
| 2018     | Malhação: Vidas Brasileiras | Lúcia                                       |                                           |
| 2024     | No Ano que Vem              | Vanessa                                     |                                           |

### Cinema
| Ano  | Título                                 | Papel                 |
| ---- | -------------------------------------- | --------------------- |
| 2001 | Seu Genésio                            |                       |
| 2004 | Olga                                   | Iara                  |
| 2006 | Muito Gelo e Dois Dedos D'Água         | Mulher no restaurante |
| 2010 | Love Express                           | Natalice              |
| 2013 | Minha Mãe É uma Peça                   | Eunice                |
| 2013 | Vai que Dá Certo                       | Priscila              |
| 2012 | Nise da Silveira - Senhora das Imagens | Marta                 |
| 2014 | Confissões De Adolescente - O Filme    | Selma                 |
| 2014 | Casa Grande                            | Lia                   |
| 2016 | O Homem da Raia do Canto               | Mulher                |
| 2017 | Doidas e Santas                        | Berenice              |
| 2023 | Fervo                                  | Marina                |
| 2025 | Coisa de Novela                        | Amanda                |

## Teatro
| Ano     | Título                            | Papel              |
| ------- | --------------------------------- | ------------------ |
| 1993    | A Entrevista                      |                    |
| 2006    | Cruzes! Festa Surpresa            |                    |
| 2007    | A Hora e a Vez de Augusto Matraga |                    |
| 2007    | Mangiare                          |                    |
| 2008    | Hamlet                            | Ofélia             |
| 2019-23 | Simples Assim                     | Vários personagens |

## Prêmios e indicações
| Ano  | Associações                   | Categoria             | Nomeações | Resultado |
| ---- | ----------------------------- | --------------------- | --------- | --------- |
| 2024 | Festival Sesc Melhores Filmes | Melhor Atriz Nacional | Fervo     | Pendente  |